# Páramo del Almorzadero
El Páramo del Almorzadero es un ecosistema intertropical ubicado en los departamentos colombianos de Santander y Norte de Santander .

## Localización y extensión
El Páramo está ubicado en los departamentos de Santander y Norte de Santander que incluye localidades de páramo como Almorzadero, Mogotoroco, Anagá, Juradó, Las Coloradas, Mantilla, Tona, Berlín y Chitagá. El complejo hace parte principalmente de los municipios de Chitagá y Silos, en Norte de Santander, y Cerrito, Guaca y Tona, en Santander (ver tabla). Comprende unos 1251 km² de extensión que se ubican entre los 3100 y 4530 metros sobre el nivel del mar.
Municipios que forman parte del Páramo Complejo Almorzadero
según el Instituto Humboldt y partiendo de una cota entre 2800 y 2900m.
| Municipio           | Departamento       | Área Páramo en ha | Área Municipio ha | % Páramo |
| Chitagá             | Norte de Santander | 42,200            | 118,558           | 35,6%    |
| Labateca            | Norte de Santander | 2,166             | 25,622            | 8,5%     |
| Silos               | Norte de Santander | 3,879             | 31,837            | 12,2%    |
| Total               | Norte de Santander | 48 244            |                   | 31%      |
| Carcasí             | Santander          | 15,834            | 25,799            | 61,4%    |
| Cerrito             | Santander          | 36,597            | 42,203            | 86,7%    |
| Concepción          | Santander          | 25,805            | 45,550            | 77,1%    |
| Enciso              | Santander          | 449               | 7,423             | 6,0%     |
| Guaca               | Santander          | 15,433            | 30,380            | 50,8%    |
| Macaravita          | Santander          | 1,968             | 10,527            | 18,7%    |
| Málaga              | Santander          | 816               | 5,617             | 14,5%    |
| Molagavita          | Santander          | 487               | 18,066            | 2,7%     |
| San Andrés          | Santander          | 6,550             | 28,148            | 23,3%    |
| San José de Miranda | Santander          | 36                | 7,661             | 0,5%     |
| San Miguel          | Santander          | 593               | 7,471             | 7,9%     |
| Santa Bárbara       | Santander          | 3,723             | 18,023            | 20,7%    |
| Tona                | Santander          | 18                | 37,147            | 0,0%     |
| Total               | Santander          | 108 308           |                   | 69%      |
| Total               | Total              | 156 552           |                   |          |

## Geografía
El Páramo Complejo Almorzadero se encuentra en la cordillera Oriental de los Andes Colombianos, conectado directamente con los complejos de Páramo Santurban, Cocuy, Pisba y Tota -Bijagual - Mamapacha. Es un sitio estratégico como reserva natural y zona de recarga y regulación de agua, fuente de recursos hídricos para el abastecimiento del Sur de Norte de Santander, el Oriente de Santander y grandes partes de Arauca.
Contiene 46 humedales (37 lagunas y 9 humedales), surte de agua al Río Chicamocha y al río Valegra, que es afluente al Río Arauca. Además, el Complejo Almorzadero posee una alta riqueza en flora, fauna y microbiota y ofrece paisajes andinos potenciales para el turismo.

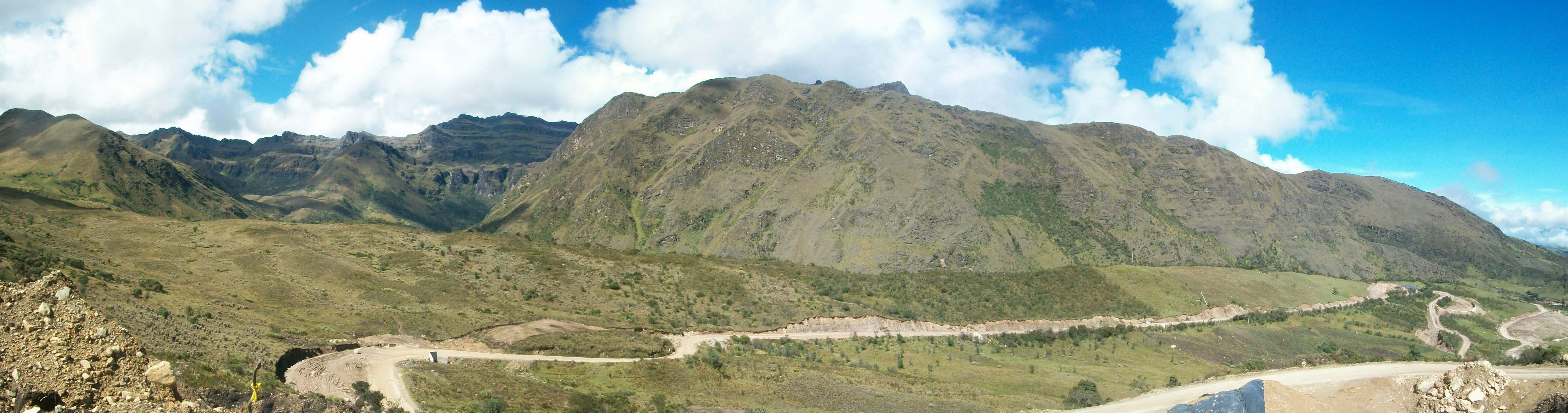
Vista del páramo desde zona rural del municipio de Cerrito.

## Clima
El régimen de lluvias, en el Municipio de Chitagá, presenta un período seco y un período lluvioso. El período seco, con precipitaciones que no superan los 100 mm mensuales, es muy corto y se extiende durante los meses de diciembre, enero, febrero y marzo;  el período lluvioso, con precipitaciones que oscilan entre 50 mm y 222 mm; se inicia en el mes de abril y se prolonga hasta mediados de octubre y noviembre; más o menos el 80% de la precipitación anual se registra en este período, con lo que durante este período, se deben cubrir las necesidades hídricas del período seco.

Las precipitaciones más altas de la región se presentan en los sectores o terrenos altos, abruptos, quebrados y con predominio de pendientes fuertes; así mismo estos sectores, se corresponden con el origen de todos los cauces hídricos que conforman la red de drenaje, por lo que se configura la presencia de una gran zona que según el Código de los recursos Naturales, debe ser declarada como zona de protección y conservación.

De manera genérica y espacialmente se tiene que las temperaturas más bajas, casi siempre por debajo de los 5,5 °C, se registran hacia los sectores Sur, y Oriental del municipio de Chitagá; tierras estas que corresponden a las áreas más montañosas, es decir tierras paramunas, donde se superan los 3.000 msnm, y es donde, se reitera nacen ríos Chitagá, Angostura y Valegrá; igual sucede con otros sectores fríos como la Cuchilla Las Preciosas.

## Flora y fauna

### Flora

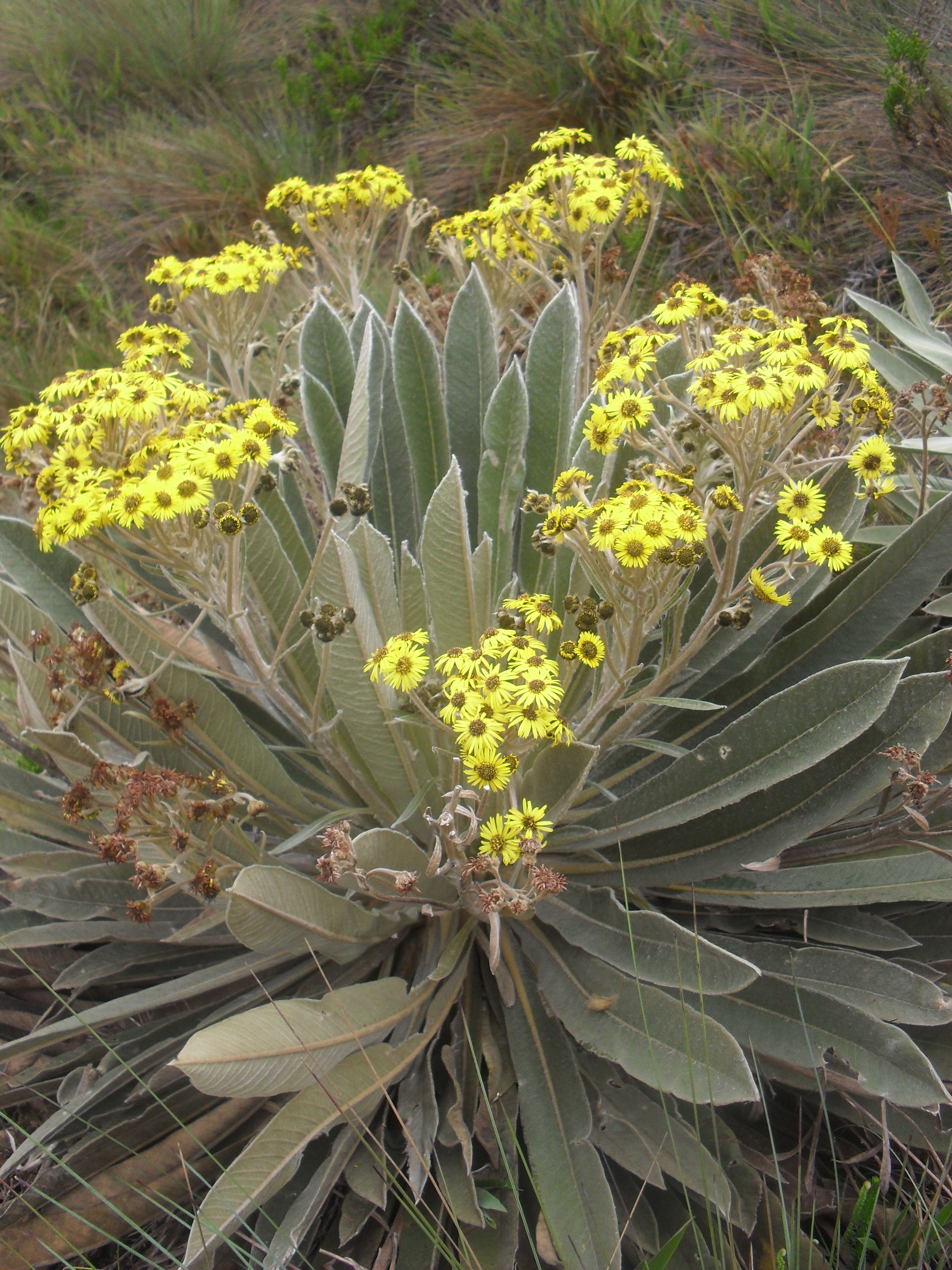
Frailejon (Espeletia sp.)

La cobertura vegetal existente en el Complejo Almorzadero, está compuesta por manchas más o menos grandes de bosques, de segundo crecimiento, en diferentes estados sucesionales, rastrojos altos y bajos, pasturas, y cultivos. La composición florística general, incluyendo: 86 familias, 189 géneros y 279 especies; por inventario, fueron muestreados, 3.469 individuos, pertenecientes a 30 familias, 47 géneros y 52 especies.
Encenillo (Weinmannia tomentosa L.), es la especie más importante dentro de la masa boscosa analizada; en tanto que a pesar de ser casi endémicas; Romero (Diplostephium rosmarinifolium), Tuno (Miconia spp), Gaque (Clusia multiflora H.B.K.), muestran importancia intermedia; tal vez generado de la acción antrópica, que busca la apertura de nuevos lotes para el cultivo de la Papa (Solanum tuberosum L.). Sin embargo, se estima que por la manera como se distribuyen las especies reportadas, en los espectros de Índice de valor de importancia (abundancia + frecuencia + dominancia), diámetro, altura y regeneración natural, donde ocupan casi todas las categorías; las manchas de bosque existente en la zona de estudio, presentan desde el punto de vista estructural; un buen potencial de continuidad de su desarrollo y crecimiento, que aún pueden garantizar la permanencia de estas especies en la comunidad vegetal.

### Fauna
Según al Plan de Manejo del Páramo de Almorzadero del año 2009, como las especies de fauna más comunes en el área se registran:
- 41 especies de mamíferos: Como especies de mamíferos características para el probioma de páramo, frecuentemente se cita al venado de páramo (Mazama rufina – Cervidae), venado soche (Mazama americana – Cervidae), Oso de anteojos (Tremarctos ornatus - Ursidae ).
- 54 especies de aves: Como especies de aves características para el orobioma de páramo, frecuentemente se cita al cóndor (Vultur gryphus – Cathartidae), Copetón (Chlorospingus pileatus – Thraupidae), Cucarachero (Troglodytes aedon – Troglodytidae), quincha (Archilochus colubris – Trochilidae), Tingua Pico Amarillo (Fulica americana – Rallidae); Vichuacaras ( Cyanolyca viridicyana – Corvidae)
- 11 especies de reptiles
- 10 especies de anfibios
- 6 especies de insectos

## Geología
En este complejo de páramos predominan las rocas metamórficas y sedimentarias.  Las rocas metamórficas corresponden a formaciones geológicas del pre-Devónico (formación Silgará), Devónico (Floresta) y Carboniano Permiano (Diamante).  Las rocas sedimentarias corresponden a formaciones del Triásico (formación Bocas).

### Suelo
- Bosque natural primario: Comprende aquellas áreas de terreno, donde se desarrollan, generalizadamente mezcla entramada, árboles levemente anclados, generalmente de fustes retorcidos y ramificados cerca de la base; siempre verdes; perennifolios, hojas coriáceas, duras, generalmente medianas a pequeñas; follaje discontinuo y de textura media.
- Bosque secundario: Comprende aquellas áreas de terreno, trabajadas y que han sido dejadas en descanso o abandonadas por un largo espacio de tiempo, en donde se desarrollaron, matas de monte, que han ido logrando avanzar en el estado sucesional.
- Matorrales paramunos: Comprende aquellas áreas de terreno, en donde por marginalidad climática, o bien descanso de las tierras, se desarrollaron, algunas especies vegetales arbustivas leñosas y semileñosas de bajo porte y amplia ramificación; junto con regeneración natural de especies arbóreas vecinas; hasta conformar matas de monte, a manera de rastrojos; se distingue por la abundancia de especies de la familia Ericacea, en mezcla intensa principalmente con especies de las familias Asteraceae y Rosaceae.
- Pajonales: Comprende aquellas áreas de terreno, al borde de matas de monte, y especialmente sitios abiertos expuestos a las condiciones climáticas; donde crecen gramíneas, que desarrollan como bosques de cañuelas; o pastos en forma de tapiz; o bien pajonales, que sin ser muy densos, muestran mezcladas de gramíneas con Espeletia spp, Bromelias del género Puya y gran cantidad de Hipericáceas, genéricamente denominados frailejonales.
- Cultivos, pastos y rastrojos bajos: Comprende aquellas áreas de terreno, sin tendencia de localización definida, la cual solo depende de la decisión del cultivador en cuanto a la ubicación de los cultivos; como lo indica su nombre, es una mezcla de zonas actualmente cultivadas; lotes en descanso, que han desarrollado vegetación arbustiva y lotes con pasturas naturales, dedicadas al pastoreo.
- Pastos mejorados y/o introducidos: Comprende aquellas áreas de terreno, donde se desarrollan pasturas naturales con algo de manejo semitecnificado y algunas, muy pocas, con especies introducidas, y las gramíneas dominantes espacialmente se pueden presentar ya sea como pastos en forma de tapiz.
- Humedales naturales: Comprende aquellas áreas de terreno, ocupadas por lagos, lagunas y todos los espejos de agua. Entre otros existen la Laguna El salado (Vereda Salado Presidente, Chitagá), Humedal Laguna de Matones (Vereda Tapurcua, Chitagá), Humedal Laguna Negra (Vereda Burgua, Chitagá), Humedal Laguna Maracaibo (Vereda Tuata, Chitagá) y el Humedal Laguna de Camagüeta (Vereda Presidente, Finca el Rincón, Chitagá).

## Aspectos socio-económicos
La población del área de influencia del Complejo Almorzadero se ubica principalmente en la zona rural. Según un estudio de la CAS, “todos los municipios tienen mayor concentración de población en la zona rural, con porcentajes que oscilan entre 65 y 92% aproximadamente”. Muchos habitantes emigran en busca de oportunidades laborales y de educación a Málaga, Bucaramanga, Cùcuta, Duitama y Bogotá. La densidad de la población de los municipios que se asocian al complejo de páramos varia entre 0,1 y 3 habitantes por hectárea y el nivel de necesidades básicas insatisfechas (NBI) se encuentra en un 50%.
Las principales actividades productivas de la zona son la agricultura y la ganadería. Los productos agrícolas más representativos son la papa (30%), el fríjol (22%) y el maíz (12,48%). El cultivo de papa predomina en los municipios Concepción y Guaca, mientras que en San Andrés se da en menor proporción. Además de los anteriores se encuentran, aunque en porcentajes mucho menores, cultivos de productos como plátano tradicional, yuca, caña panelera, café, zanahoria, trigo, mora, haba, cebada y frutales, entre otros. La actividad pecuaria de doble propósito es también predominante en el área, pero se lleva a cabo sin una asistencia técnica que garantice una productividad y rentabilidad significativas. Además de la cría y el mantenimiento del ganado, también se explotan poblaciones equinas y porcinas a pequeña escala y primordialmente para autoconsumo.

## Estado legal de la conservación

### Gestión legal en jurisdicción de Norte de Santander
CORPONOR en cumplimiento de la Resolución 0769 de 5 de agosto de 2002 “Por el cual se dictan disposiciones para contribuir a la protección, conservación y sostenibilidad de los páramos” y en aplicación de los Términos de Referencia de la resolución 0839 del 1 de junio de 2003 emanada del MAVDT, elabora y socializa, entre octubre de 2008 y mayo de 2009, el Estudio sobre el Estado Actual de los Páramos (EEAP) y el Plan de Manejo Ambiental (PMA) del complejo de páramos que cubre la denominada región de Almorzadero y Santurbán. Los mismos elaborados en escala 1:25.000, son aprobados mediante los acuerdos de Consejo Directivo de COPONOR 037 (Santurbán) y 038 (Almorzadero) de 2009 y en ellos se establece legamente una zonificación de usos del suelo en el que la conservación constituye el uso principal y se prohíbe la actividad minera. La zonificación obtenida y aprobada en los acuerdos 037 y 038 se constituyen en determinantes ambientales que los municipios deben incorporar en sus ajustes a sus ordenamientos territoriales.

## Amenazas y problemas ambientales
- Deterioro por acción antrópica: Por su relativo fácil acceso la acción antrópica en ha estado encaminada a la extracción de maderas de pequeños a medianos diámetros y mediana calidad, para comercialización; y en la tala y quema de árboles y arbustos, para la ampliación de las áreas de labores inicialmente agrícolas y luego de pastoreo.
- Ampliación del área de agricultura y presión de las fincas con apropiación del terreno en zona de ronda de quebradas: Este proceso socioeconómico de expansión de la frontera agrícola, de alta incidencia antrópica negativa, sobre las áreas de cobertura boscosa existentes en la zona del páramo, ya que está generando la desaparición constante de la vegetación arbórea, arbustiva y pastizales, para ser cambiados por cultivos especialmente de papa.
- Establecimiento de procesos productivos en áreas márgenes protectoras de drenajes
- Potrerización acelerada de las áreas con pendientes fuertes
- Incendios: Los incendios en la zona parecen ser el primer paso para la colonización con miras a la agricultura, de las áreas ocupadas naturalmente por las asociaciones de Espeleltia spp; Puya spp, y algunos pastos como Calamagrostis spp, entre otros.
- Tala y quema de las masas boscosas en zonas de ronda y captación
- Fragmentación: La fragmentación se refiere a la presencia de rupturas o discontinuidades, en el medio ambiente o hábitat.
- Localizadamente, condiciones geológicas y geotécnicas críticas, presencia de suelos frágiles de alta erosividad
- La desaparición o ausencia de algunas especies de fauna por la alteración de ecosistemas.
- La minería: debido a la presencia de las llamadas vetas de carbón, se han dado concesiones mineras en años atrás para su exploración y explotación carbonífera.

### Ataques a la fauna y envenenamiento de cóndores andinos
Se estima que los cerca de 20 cóndores que habitan el páramo del Almorzadero, constituyen cerca del 30% de la población de estas aves en el país.

#### 2018
Durante la mañana del 21 de noviembre de 2018, el llamado insistente de campesinos de la vereda Corral Falso del Cerrito, Santander, alertó a las autoridades del Cerrito quienes rescataron a dos cóndores, Illika y Dasán, dos cóndores que fueron envenenados y tuvieron que ser trasladados a Bogotá para ser tratados.
57 días después del envenenamiento, el pasado 17 de enero, en la vereda Cruz de Piedra, los dos cóndores, envenenados con plomo, fueron liberados. Las dos aves son monitoreadas con receptores satelitales instalados en sus cuerpos. No se judicializó a ninguno de los responsables.

#### 2019
Pobladores de este municipio para Enero de 2019 habían envenenado con carroña contaminada hasta 5 Cóndores Andinos alegando sin fundamentos que "son un peligro para el ganado".
La trágica noticia causó el repudio por parte de colectivos animalistas y la ciudadanía en general especialmente por la naturaleza cruel de los hechos y el descaro con que los mismos lugareños justifican la matanza. El Cóndor en Colombia es un símbolo patrio y se considera un crimen atroz su caza, captura o maltrato deliberados. Se estima que el número de cóndores andinos que habitan en la parte colombiana de la Cordillera de los Andes no supera los 150 ejemplares, lo que hace más indignantes los hechos, que eventualmente quedaron impunes.

#### 2021
A finales de mayo de 2021, se encuentran 2 cóndores muertos en el sector del Páramo del Almorzadero. Uno más es encontrado el 1 de junio cerca gravemente intoxicado. A pesar de los esfuerzos de los veterinarios el cóndor no sobrevive. Más tarde, restos de una carroña contaminada son hallados en el sector de Mata de Lata (cerca al municipio vecino de Guaca). Los cadáveres de los cóndores son trasladados a la clínica de Medicina Veterinaria Forense de Colombia "Animal Defense" en Medellín para ser examinados y la Fiscalía general de la nación se compromete a esclarecer los hechos, que después de sucesivos ataques con carroña envenenada dejan más de una veintena de Cóndores muertos en la zona de influencia del municipio en la última década y ni una sola persona judicializada.
Según las estadísticas del CAS (Corporación Autónoma Regional de Santander) este municipio ocupa el vergonzoso primer lugar en muertes de Cóndores andinos por envenenamiento en el área de distribución de la especie en los andes Colombianos.